# Beatrix Philipp (Politikerin)

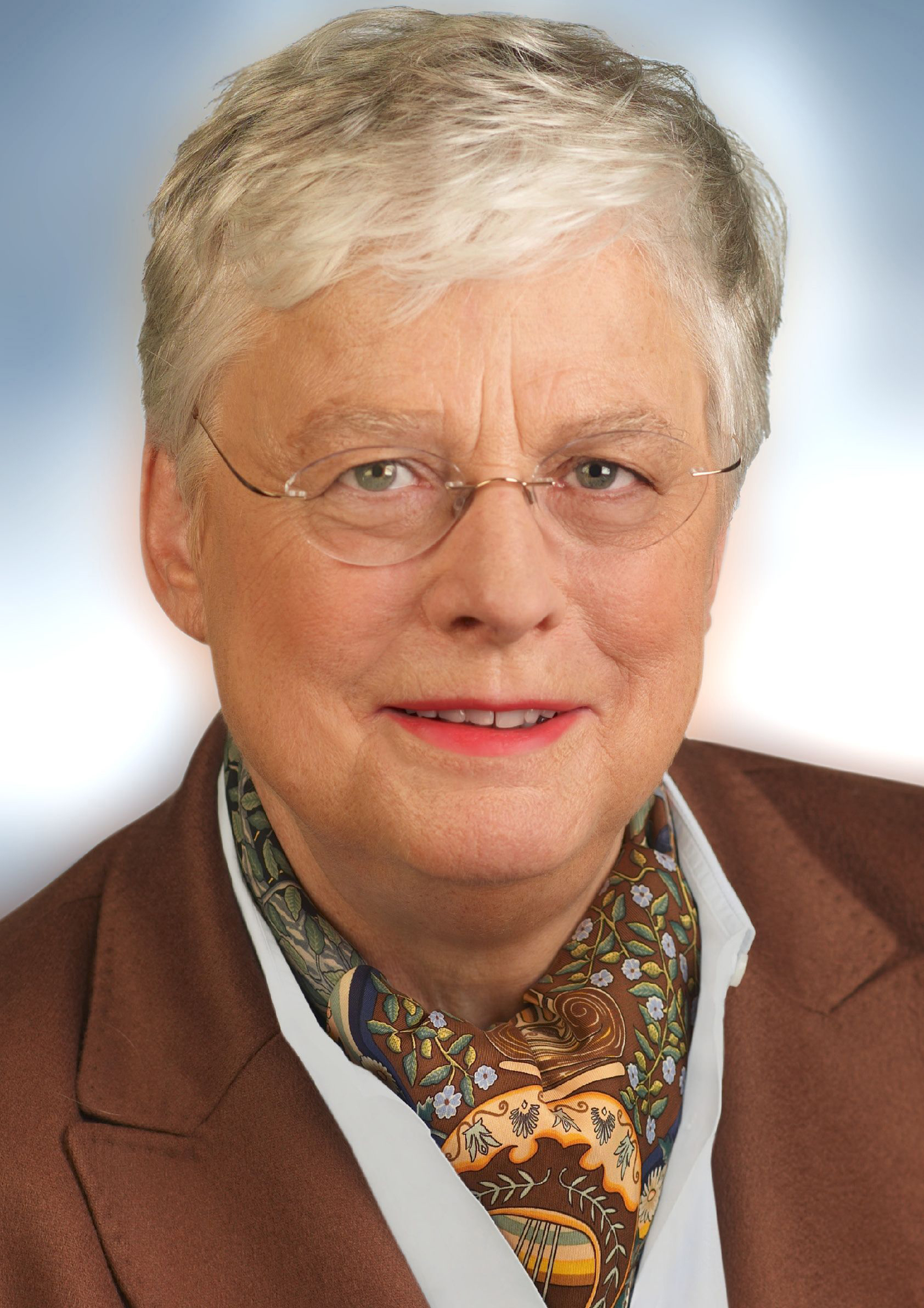
Beatrix Philipp (2010)

Beatrix Philipp geb. Hellweg (* 7. Juli 1945 in Mönchengladbach; † 1. Mai 2019 in Düsseldorf) war eine deutsche Politikerin (CDU).

## Leben und Beruf
Nach dem Abitur 1965 absolvierte Beatrix Philipp ein Studium für das Lehramt an Grund- und Hauptschulen in Freiburg im Breisgau, Frankfurt am Main und Neuss, welches sie 1970 mit der ersten Staatsprüfung beendete. Nach dem Referendariat legte sie 1972 auch die zweite Staatsprüfung ab und war seitdem als Lehrerin tätig. Von 1982 bis 1985 war sie Leiterin der Katholischen Grundschule am Paulusplatz in Düsseldorf.
Beatrix Philipp war römisch-katholisch und geschieden und hatte zwei Kinder.

## Partei
Philipp trat 1972 in die CDU ein und gehörte den Vorständen des CDU-Kreisverbandes Düsseldorf und des CDU-Bezirksverbandes Bergisches Land an. Außerdem war sie Vorsitzende der Frauen-Union (FU) Düsseldorf und Mitglied im FU-Bezirksvorstand Bergisches Land.

## Abgeordnete
Beatrix Philipp gehörte von 1975 bis 1985 dem Rat der Stadt Düsseldorf und von 1985 bis 1995 dem Landtag von Nordrhein-Westfalen an, wo sie schulpolitische Sprecherin der CDU-Landtagsfraktion war. Von 1994 bis 2013 war sie Mitglied des Deutschen Bundestages. Beatrix Philipp zog bis 2005 stets über die Landesliste Nordrhein-Westfalen in den Bundestag ein, bei der Bundestagswahl 2009 gewann sie erstmals ihren Wahlkreis direkt. In der 17. Wahlperiode war sie Mitglied des Bundestags-Innenausschusses.
Beatrix Philipp setzte sich für die Finanzierung des Projekts Virtuelle Rekonstruktion vorvernichteter Stasi-Akten ein und prägte den Begriff „Stasi-Schnipselmaschine“. Sie war vom Bundestag gewähltes Mitglied im Beirat des Bundesbeauftragten für die Stasi-Unterlagen.
Philipp trat zur Bundestagswahl 2013 nicht mehr an.